# Erik Zethelius
Erik Zethelius, född den 6 oktober 1899 i Stockholm, död där den 7 maj 1960, var en  svensk jurist. Han var måg till Alfred Peyron och Gerda Nilsson.
Zethelius samt avlade studentexamen i Stockholm 1917 och juris kandidatexamen 1923. Efter tingstjänstgöring i Kinnefjärdings, Kinne och Kållands domsaga 1923–1926 började han tjänstgöra i Svea hovrätt, där han blev tillförordnad fiskal 1927, adjungerad ledamot 1931, assessor 1932 och hovrättsråd 1938. Efter att 1939 ha utnämnts till revisionssekreterare blev Zethelius 1940 ånyo hovrättsråd i Svea hovrätt. Han blev vice ordförande på avdelning där 1948 och avgick med förtidspension 1958. Zethelius blev 1919 fänrik i Svea artilleriregementes reserv, där han var löjtnant 1926–1932 och 1940–1942 samt blev kapten sistnämnda år. Han blev riddare av Nordstjärneorden 1941. Zethelius vilar på Norra begravningsplatsen utanför Stockholm.